# Miquel Mateu i Pla
Miquel Mateu i Pla   (Barcelona, 16 de juny de 1898 - Barcelona, 1 d'octubre de 1972) fou un financer, empresari i polític català, fill de Damià Mateu i Bisa i nebot del cardenal Enric Pla i Deniel. Fou també conegut com a Mateu dels Ferros. Va ser alcalde de Barcelona (1939-1945), ambaixador a París (1945-1947), president de la Caixa de Pensions per a la Vellesa i d'Estalvis (1940-1972), president de la patronal catalana Foment del Treball Nacional (1952-1972), conseller nacional de Falange Espanyola i Procurador en Corts (1943-1972).

## Biografia
Va estudiar a la Universitat de Barcelona i completà estudis a França i als Estats Units. El 1935 es va fer càrrec de l'empresa Hispano-Suiza, fundada pel seu pare, l'enginyer Marc Birkigt i l'empresari Francesc Seix, fins a juliol de 1936, quan la fàbrica va ser confiscada per la CNT i en fou assassinat l'administrador, Manuel Lazaleta. Finalment, la fàbrica va ser nacionalitzada per un decret de Lluís Companys, president de la Generalitat de Catalunya.
El començament de la Guerra Civil espanyola el va sorprendre a Peralada. D'allí fugí a Ginebra i a continuació a Burgos, on passà al bàndol de Francisco Franco, de qui formà part del seu estat major i sembla que en fou amic personal; serví en missions oficials a França, Suïssa i Itàlia. Curiosament, el seu palau de Peralada acollí al mateix president de la república Manuel Azaña poc abans que aquest passés la frontera. Mateu va entrar a Barcelona amb les tropes franquistes el 26 de gener de 1939, i el dia 27 fou nomenat alcalde de Barcelona, càrrec que ocupà fins al 1945, i ambaixador espanyol a França del 1945 al 1947. En l'any 1946, l'empresa La Hispano Suïssa, que havia fundat el seu pare Damià Mateu en l'any 1904, va ser expropiada i annexada a la nova empresa estatal Pegaso (futura Empresa Nacional de Autocamiones), en una maniobra aparentment coactiva i sense opció a rèplica.
Fou procurador a Corts com a conseller nacional de Falange Española des de 1943 fins a la seva mort, el 1972. El 1957 rebutjà ser ministre d'Obres Públiques (fet que, en virtut d'una anomenada "quota catalana" obriria pas a Pere Gual i Villalbí, futur ministre sense cartera) i es mostrà reticent al Plan de Desarrollo, així com a la Comunitat Econòmica Europea. També presidí diversos consells d'administració, com els de Barcelonesa de Publicaciones SA (empresa propietària del Diari de Barcelona) i de l'Agència EFE de notícies, que dirigí des del 1967. Presidí la Caixa de Pensions per a la Vellesa i d'Estalvis, el Foment del Treball Nacional i la Reial Acadèmia Catalana de Belles Arts de Sant Jordi.
El 1923 Miquel Mateu va comprar el castell de Peralada, que Mateu restaurà i convertí en museu amb una important biblioteca. La seva filla és la Carme Mateu Quintana, casada amb Artur Suqué i Puig, fundador de Casinos de Catalunya - Inverama.
L'abril de 2018 es va fer públic que l'Ajuntament de Barcelona havia decidit de retirar-li la Medalla d'Or de la ciutat, a causa de la purga sistemàtica de funcionaris municipals que va dur a terme, sobre la base de la llei de depuració de funcionaris públics aprovada el 10 de febrer de 1939, des del moment en què va ser nomenat alcalde, immediatament després que entrés a Barcelona amb les tropes franquistes, fins al 1945, que va ser quan va rebre la Medalla d'Or de mans del Consell Plenari.